# 기적

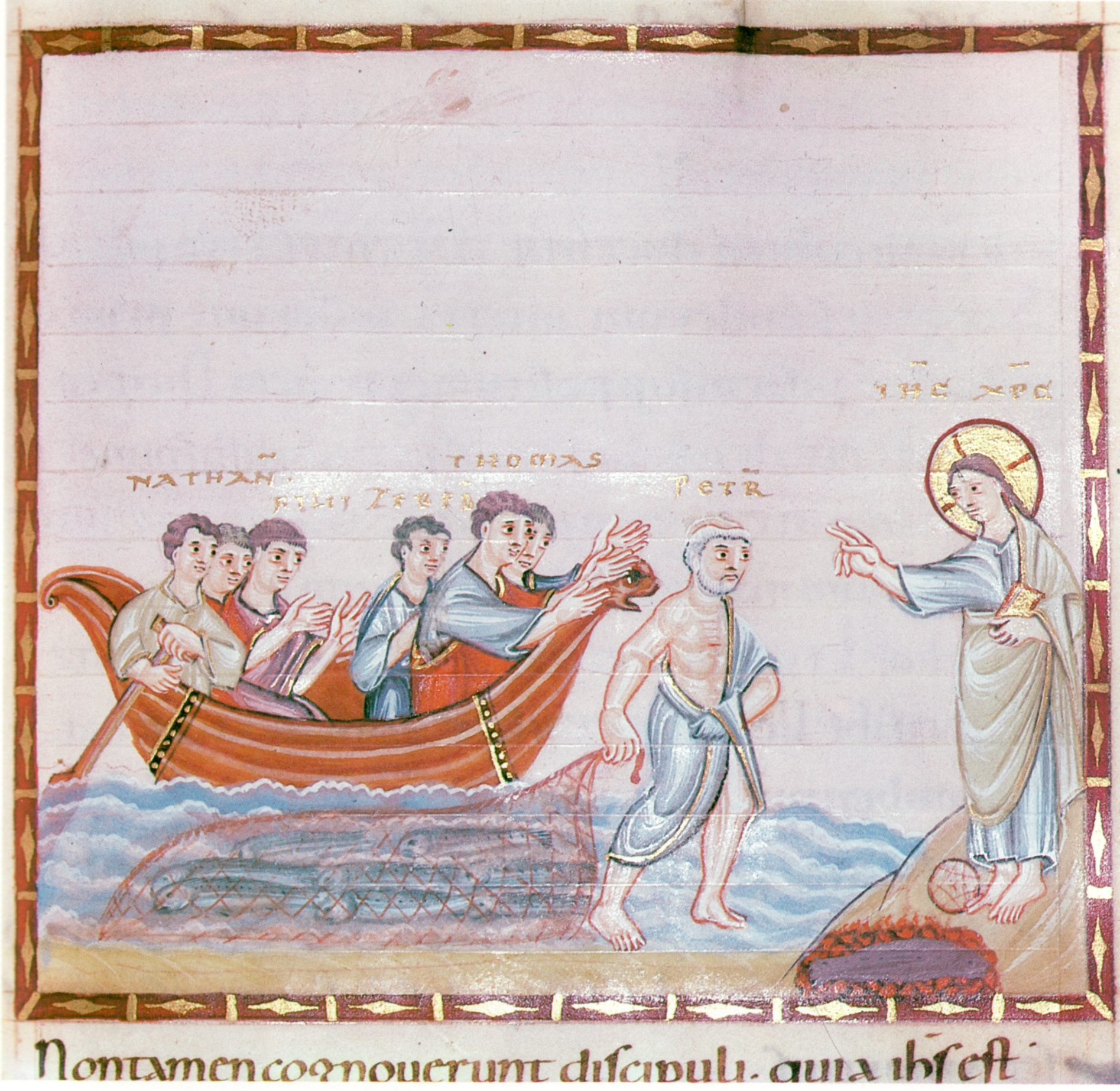

기적(奇蹟)은 인간의 증명할 수 있는 자연, 과학 법칙에 의해 설명될 수 없는 사건을 말한다. 일반적으로는 기지(旣知)의 자연법칙이나 경험적 사실을 초월한 이상(異常) 현상, 특히 신들이 나타내는 불가사의한 힘의 작용이라고 말하기도 한다. 이런 것은 과학 기술의 발달과 문명의 발전을 통해 학문적 이론으로 정립되어 나가기도 한다.
예로부터 종교·전설 속에는 마술적·환상적인 기적이 많이 전해지고 있는데, 초자연적인 기적 이야기 중 어떤 것은 본래 비유(比喩)에서 변형(變形)되어 발전한 것이며, 또 어떤 것은 원시교회의 신앙적 요청이 시간의 흐름과 함께 오늘날과 같은 기사(記事)로 형성된 것으로 볼 수 있다.

## 같이 보기
- 데우스 엑스 마키나
- 메주고리예의 성모
- 초상현상
- 성유물
- 과학적 회의주의